# 화원초등학교 (전남)
화원초등학교는 대한민국 전라남도 해남군 화원면 청용리에 있는 초등학교다.

## 학교 연혁
- 1928년 9월 1일 화원공립보통학교로 개교
- 1981년 3월 1일 병설유치원 개원
- 1992년 3월 1일 후산분교장, 장수분교장 통합
- 1994년 3월 1일 영호분교장 통합
- 1995년 3월 1일 화원동분교장 통합
- 1996년 3월 1일 화원초등학교로 개칭
- 2004년 3월 1일 화봉분교장 통합
- 2011년 3월 1일 화원북분교장 통합
- 2017년 3월 1일 제26대 조완문 교장 부임
- 2018년 2월 9일 제88회 16명 졸업(5434명)

## 참고 자료
- 화원초등학교 - 한국교육학술정보원 학교알리미